# CGAL
La Biblioteca de Algoritmos de Geometría Computacional (CGAL) es una librería de software de algoritmos de geometría computacional. Está principalmente escrita en C++, aunque también tiene enlaces a Scilab, que permiten llamadas desde Python y Java.
El software está disponible bajo una licencia dual. Si se usa para desarrollar software de código abierto,  está disponible con licencias de código abierto (LGPL o GPL dependiendo del componente). En otros casos puede ser adquirida una licencia comercial, con opciones diferentes para uso en investigación/académico y clientes industriales.

## Historia
El proyecto CGAL fue fundado en 1996, como un consorcio de ocho instituciones de investigación de Europa e Israel:
Universidad de Utrecht, ETH Zúrich, Universidad Libre de Berlín, INRIA Sophia Antipolis, Martin-Luther-Halle Universitaria-Wittenberg, Instituto Max Planck Saarbrücken, Universidad Johannes Kepler Linz, y la Universidad de Tel-Aviv. La financiación original para el proyecto provino del programa ESPRIT  de la Unión Europea. Originalmente, sus términos de licencia permitieron usar el software libremente para propósitos académicos, con licencias comerciales disponibles para otros usos. Las versiones de CGAL 3.x se distribuyeron bajo la licencia QPL. A partir de la versión 4.0, liberada en 2012, CGAL está distribuido bajo la licencia GPL versión 3. Desde 2013 está dirigido por un comité editorial de trece miembros, con apoyo de 30 desarrolladores y revisores.
El proyecto empezó en 1996 como la unión de los esfuerzos anteriores de varios participantes: PlaGeo y SpaGeo de la Universidad de Utrecht, LEDA del Instituto Max-Planck y C++GAL de INRIA Sophia Antipolis. La biblioteca LEDA abarca una mayor gama de algoritmos. En 2002, 2004, y 2008 se realizaron talleres de trabajo en CGAL, qua ha sido empleado desde entonces en numerosas presentaciones y artículos de revistas.

## Alcance
La biblioteca cubre, entre otros, los siguientes temas: 
- Operaciones básicas de geometría basadas en primitivas geométricas
- Aritmética y álgebra
- Algoritmos de Cierre convexo
- Polígonos y poliedros
- Algoritmos de triangulación, como Triangulación de Delaunay
- Diagrama de Voronoi
- Procesado geométrico
- Estructuras de búsqueda
- Análisis de formas, ajustes y distancias
- Interpolación

## Plataformas de desarrollo
La biblioteca se mantiene en las siguientes plataformas.
- MS Windows (compiladores GNU g++, Visual C++,  Intel C++)
- GNU G++ (Solaris, Linux, Mac OS)

La biblioteca CGAL depende de las bibliotecas Boost.